# Joseph Suwaid
Joseph Sweid (auch Suwaid, * 1958 in Damaskus) ist seit 2011 einer der syrischen Staatsminister und Mitglied der Syrischen Sozialen Nationalistischen Partei (SNNP). Er diente im Ministerrat vorher als Minister für Expatriierte.
Der griechisch-orthodoxe Christ erhielt seinen Bachelor of Laws 1983 an der Universität Damaskus und arbeitete danach als Rechtsanwalt. Er wurde 2003 Mitglied des Volksrates und wurde bei der Parlamentswahl 2007 sowie 2012 wiedergewählt. 
Sweid ist verheiratet und hat zwei Kinder.